# آلوارو لوئیز مایور دی آکوئینو
آلوارو لوئیز مایور دی آکوئینو (به پرتغالی: Álvaro Luiz Maior de Aquino) ، مدافع اهل برزیل است که در شهر Mariápolis و در تاریخ ۱ نوامبر ۱۹۷۷ به دنیا آمده‌است.
آلوارو لوئیز مایور دی آکوئینو در تیم‌های فوتبال سائوپائولو سابقهٔ حضور دارد.